# LuxRender
LuxRender — unbiased (CPU) система фізично коректного рендерингу тривимірних сцен, що має відкритий вихідний код та безкоштовну ліцензію. Програма працює на Windows, Mac OS X, а також на операційних системах на базі ядра Linux. Експортери доступні для додатків Blender, Maya, Cinema 4D, 3ds Max, SketchUp і XSI.

## Огляд

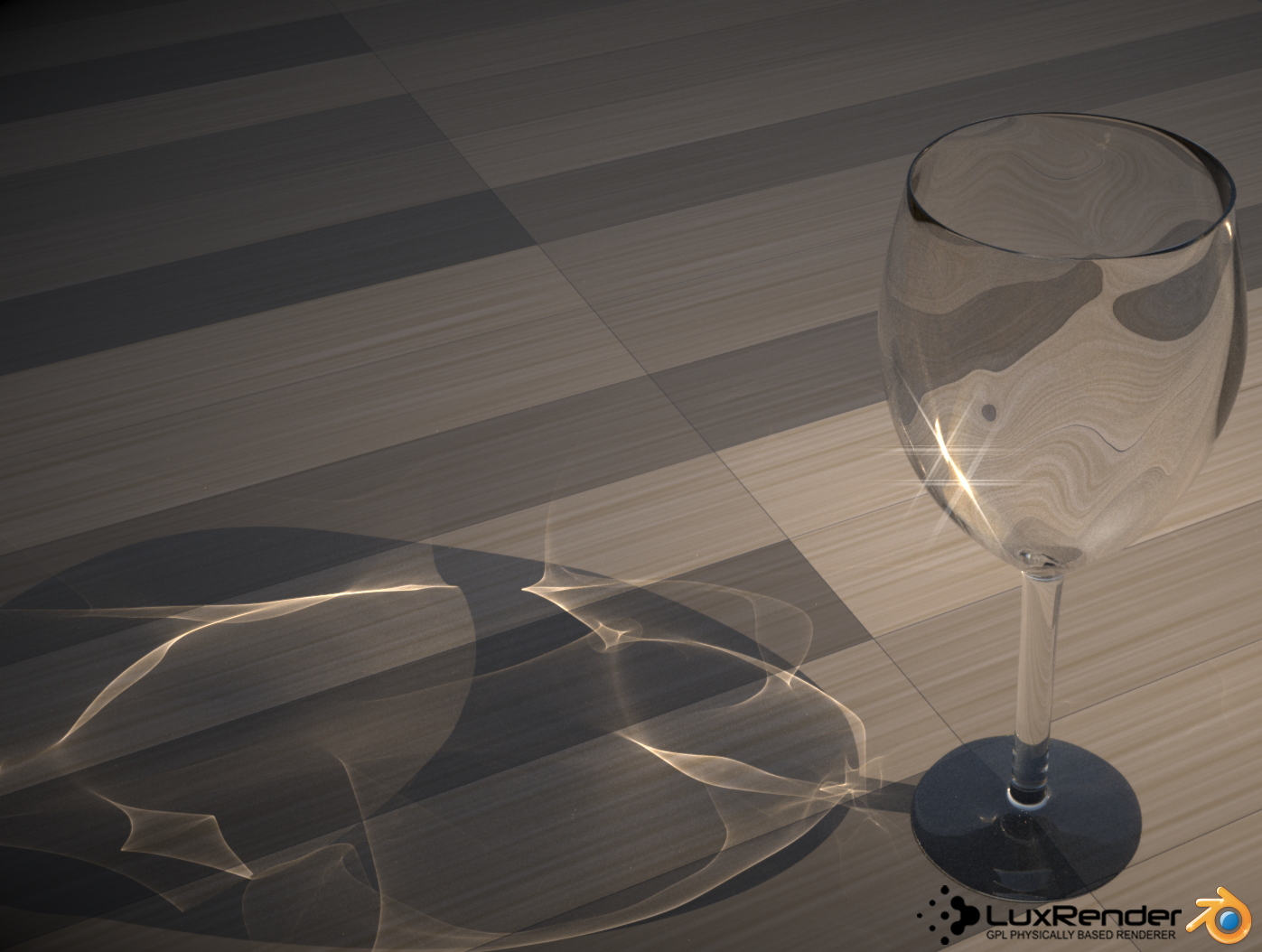
Показ ефекту каустики (2011 рік)

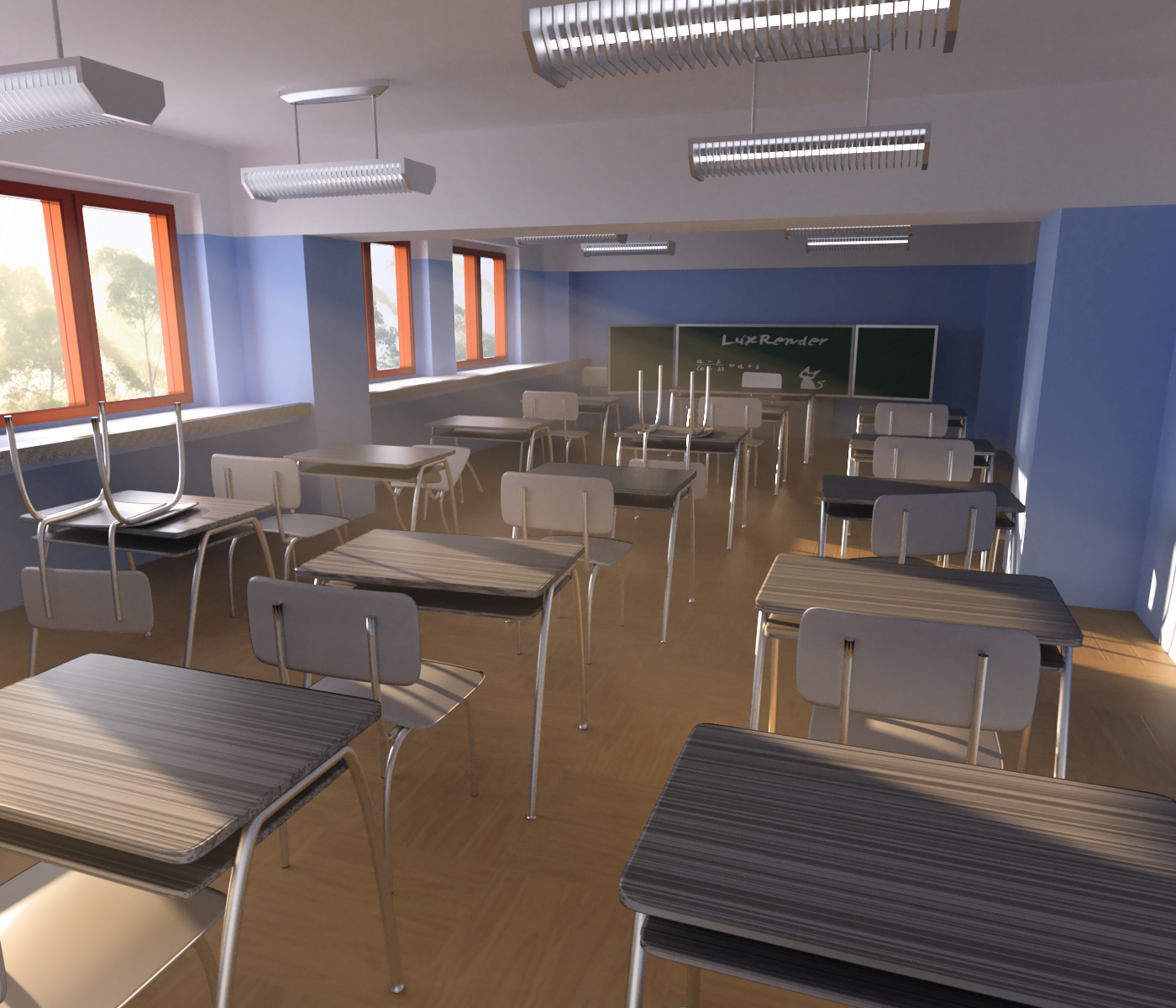
Рендеринг інтер'єру класу візуалізованого в LuxRender і змодельвальваного в Blender (2010 рік)

LuxRender є системою рендерингу, сцени для неї повинні бути змодельовані і підготовлені до візуалізації в іншій програмі (наприклад в Blender або 3DS Max). Для використання системи LuxRender, необхідно експортувати сцени і моделі з редакторів графіки за допомогою спеціальних плагінів або скриптів.